# 민경혁
민경혁(閔景爀, 1746년 ~ 1815년)은 조선 후기의 문신이자 학자이다. 노봉 민정중의 4대손이며, 흥선대원군의 외할아버지가 된다. 흥선대원군의 장인 민치구, 고종의 장인 민치록, 순종의 장인 민태호는 그의 종고조부 민유중의 후손들이 된다. 본관은 여흥으로 자는 여행(汝行), 호는 운소(雲巢)이다.
숙종 때의 노론 중신 노봉 민정중의 4대손으로, 부사를 지내고 증 이조참판에 추증된 민백헌(閔百憲)의 아들이었으나 20세에 요절한 증 좌찬성 민백징(閔百徵)의 양자로 입양되었다. 할아버지는 통훈대부 상주진관병마절제도위(尙州鎭管兵馬節制都尉)를 지낸 민흥수(閔興洙)이다. 안동권씨(安東權氏)와 결혼했다가 상처하고 후에 청주한씨와 재혼하였다. 유생으로 있다가 순조 때에 학행(學行)으로 천거되어 종사랑 선공감 가감역(監役)에 제수되었으나 사퇴하였다. 두번째 부인 청주한씨와의 사이에서 4남 4녀를 두었는데, 그중 넷째 딸이 남연군(南延君) 이구(李球)와 혼인하여 흥선대원군을 낳게 된다. 고종 즉위 후 대원군의 외조부라 하여 특별히 증직으로 대광보국숭록대부 의정부우의정에 추증되었으며, 묘비는 외손자인 흥선대원군이 지었다.
후에 1864년(고종 1년) 1월 공조참판 신응조(申應朝)가 그의 묘비문을 찬(撰)하고 이조참판 윤정구(尹正求)가 글씨체를 썼다. 저서로 유고(遺稿) 2권이 전한다.

## 가족 관계
- 할아버지 : 민덕수(閔德洙)
- 친 아버지 : 민백헌(閔百憲, 1715년 ~ 1756년)
- 양 아버지 : 민백징(閔百徵, 1707년 ~ 1727년)
- 본부인 : 안동권씨(安東權氏)
- 계실 : 청주 한씨(淸州 韓氏)
  - 아들 : 민치요(閔致堯, 1770년 ~ ?)
  - 아들 : 민치겸(閔致謙)
  - 아들 : 민치순(閔致舜), 진위장군(振威將軍) 행세손익위사세마(行世孫翊衛司洗馬)를 지낸 민광렬(閔匡烈)의 양자로 입양
  - 아들 : 민치우(閔致禹)
  - 첫째 딸 : 신상현(申常顯)에게 출가, 신응조의 어머니
  - 둘째 딸 : 신용현(申用顯)에게 출가
  - 넷째 딸 : 군부인 여흥민씨, 흥선대원군의 어머니
  - 넷째 사위 : 남연군 이구(1788년 ~ 1821년)